# Toni (film 1935)
Toni è un film del 1935 diretto da Jean Renoir.

## Trama
Un treno carico di emigranti italiani e spagnoli.
Antonio Canova, soprannominato Toni, giunge nel sud della Francia a Martigues, un villaggio della Provenza, dove trova lavoro nelle cave di pietra. Qui avvia una relazione con la padrona di casa, Maria, che poi diventa sua moglie, ma il suo vero amore è per Josepha, una giovane spagnola. Albert, un caposquadra collerico e gaudente, prima la violenta e poi la sposa.
Quando questi viene ucciso dalla donna con un colpo di rivoltella, Toni si accusa dell'omicidio per scagionarla. 
Nel corso di un tentativo di fuga Toni è ammazzato da un proprietario terriero, e Josepha andrà a costituirsi.
Il film si chiude com'era iniziato, con l'arrivo di un treno carico di operai italiani e spagnoli.

## Produzione

### Soggetto
Il soggetto del film è tratto da un fatto di cronaca avvenuto nel sud della Francia, stilato da Jacques Mortier, commissario di polizia di Martigues.

### Cast
Per quel che riguarda l'interpretazione il regista rinuncia all'impiego di grandi nomi commerciali.
«La caratteristica del film è l'assenza di vedettes, non solo attori vedettes, ma anche scenari vedettes o situazioni vedettes [...]Gli esseri umani- siano interpretati da attori o da abitanti delle Martigues- cercano di rassomigliare ai passanti, che essi sono chiamati a rappresentare.
Non erano tutti dilettanti ma tutti del sud. Il loro accento meridionale era autentico come il paesaggio di Martigues».

### Luoghi
In Toni non ci sono ricostruzioni fatte in studio; i paesaggi, le case sono tali e quali le trovò la troupe di Renoir. Le riprese furono girate a Martigues (Bocche del Rodano) e a Châteauneuf-les-Martigues.

### Sonoro
«Io sono un appassionato dell'autenticità del suono. Preferisco un cattivo suono dal punto di vista tecnico, ma registrato contemporaneamente all'immagine, piuttosto di un suono perfetto ma aggiunto in un secondo momento».

## Accoglienza
Toni fu accolto, alla sua uscita, con malumore dalla critica e dal pubblico. La produzione costrinse Renoir a tagliare delle sequenze.

## Sequenza tagliata
Renoir racconta:
«La scena che ci aveva eccitato di più e che ci eravamo sforzati di riprodurre tale e quale si era svolta nel vero dramma della vera vita, era il trasporto del corpo del marito su un carrettino tirato dalla moglie assassina. Questo carretto era colmo di panni che nascondevano il cadavere. I carbonai corsi di cui restano alcune tracce nel film, avevano accompagnato questo carro funebre in quello che scambiavano per un innocente tragitto verso il lavatoio, lungo i sentieri della collina che sovrasta lo stagno di Berre, prodigandosi in scherzi galanti nei confronti della bella spagnola e incoraggiandola con le loro più belle canzoni. Questo passaggio è scomparso».

## Un film precursore del neorealismo italiano
Toni fu girato con mezzi limitati, ma rappresentava per Renoir "l'esaudimento del sogno di un realismo intransigente".
«La mia ambizione era quella di dare l'impressione che avessi una macchina da presa e un microfono nascosto nelle tasche e che registrassi tutto quello che mi capitava a tiro, in spregio ad ogni gerarchia.».

## Critica
François Truffaut:
«Quando, nel 1934, inizia le riprese di Toni, Jean Renoir si è già cimentato con il cinema naturalistico (Catherine ou Une vie sans joie, 1924), romantico (Nanà, 1926), burlesco (Sur un air de Charleston, 1927, Tire-au-flanc, 1928), storico (Le tournoi dans la cité, 1929). […]
Toni è nella carriera di Jean Renoir un film cardine, un punto d'avvio in tutt'altra direzione. Con dieci anni d'anticipo sui cineasti italiani, inventò il neorealismo, cioè la narrazione minuziosa non di un'azione ma di un fatto di cronaca reale in uno stile obiettivo senza mai alzare il tono.
Georges Sadoul, nella sua Storia del cinema scrive a proposito di Toni che il delitto “rappresenta un accidente e non un fine”».

## Personaggi
I personaggi rappresentano la comunità mediterranea di cui le Martigues sono un concentrato. Sono operai di origini e di linguaggi differenti, venuti in Francia per trovare una vita migliore, "sono i più autentici eredi di quella civiltà greco-romana che ha fatto di noi ciò che siamo".